# Phytoscutus gongylus
Phytoscutus gongylus är en spindeldjursart som först beskrevs av Pritchard och Baker 1962.  Phytoscutus gongylus ingår i släktet Phytoscutus och familjen Phytoseiidae. Inga underarter finns listade i Catalogue of Life.